# Мадагаскар на зимних Олимпийских играх 2022
Мадагаскар на зимних Олимпийских играх 2022 года представлен двумя спортсменами в горнолыжном спорте. Это третие зимние Олимпийские игры в истории Мадагаскара, после Игр в Турине, где сборную представлял горнолыжник Матьё Разанаколона.

## Состав сборной
Горнолыжный спорт
1. Мьялитьяна Клерк
2. Матью Ноймуллер

## Результаты соревнований

### Лыжные виды спорта

#### Горнолыжный спорт
Мужчины
| Соревнование      | Спортсмены      | Скоростной спуск/ 1 спуск | Скоростной спуск/ 1 спуск | Слалом/ 2 спуск | Слалом/ 2 спуск | Всего | Место | Отставание |
| Соревнование      | Спортсмены      | Время                     | Место                     | Время           | Место           | Всего | Место | Отставание |
| ----------------- | --------------- | ------------------------- | ------------------------- | --------------- | --------------- | ----- | ----- | ---------- |
| слалом            | Матью Ноймуллер |                           |                           |                 |                 |       |       |            |
| гигантский слалом | Матью Ноймуллер |                           |                           |                 |                 |       |       |            |

Женщины
| Соревнование      | Спортсмены       | Скоростной спуск/ 1 спуск | Скоростной спуск/ 1 спуск | Слалом/ 2 спуск | Слалом/ 2 спуск | Всего   | Место | Отставание |
| Соревнование      | Спортсмены       | Время                     | Место                     | Время           | Место           | Всего   | Место | Отставание |
| ----------------- | ---------------- | ------------------------- | ------------------------- | --------------- | --------------- | ------- | ----- | ---------- |
| слалом            | Мьялитьяна Клерк | 1:02,22                   | 51                        | 1:00,66         | 43              | 2:02,88 | 43    | +17,90     |
| гигантский слалом | Мьялитьяна Клерк | 1:08,71                   | 52                        | 1:07,31         | 42              | 2:16,02 | 41    | +20,33     |